# Bother
«Bother» —en español: «Molestía» —es una canción de la banda estadounidense de hard rock, Stone Sour para su álbum debut homónimo: Stone Sour. 
Antes del lanzamiento del álbum, apareció en el año 2002 en la banda sonora de la película Spider-Man, sin embargo, sólo se acreditó a Corey Taylor, y no como parte de Stone Sour.
En los charts de Billboard, llegó a ocupar el puesto #2 en el Mainstream Rock Tracks y el #7 en el Modern Rock Tracks, mientras que en el "Adult Top 40" alcanzó el #27 y en el Billboard Hot 100 se alzó con un modesto puesto #56.

## Contenido
Corey explicó a Roadrunner:

Solo por el hecho de que si lees la letra, es toda sobre seguir tu camino en la vida aunque sabes que no es el camino que tú quieres, y no es el camino que tienes en mente. Y eso medio que funciona con todo el tema de Spider-Man ¿Sabes? Si ves sus poderes, es una bendición y una maldición – está condenado a seguir su propio destino por esto, y si, él puede ayudar gente y lo que sea, pero al mismo tiempo él tiene que vivir con todas estas cosas, seguir con su vida y realmente tratar con el lado malo de todas las cosas. Así que la letra, el sentimiento que tienen realmente encaja con lo que está pasando en la película, eso creo.

Además declaró que la canción trata de su vuelta a Des Moines luego de haber pasado un tiempo en Denver, donde esperaba seguir adelante con la música.

## Video musical
El videoclip fue dirigido por Gregory Dark. Muestra permanente a Corey cara a cara con una copia exacta de sí mismo en una habitación grande. Los miembros de la banda aparecen entre las sombras de la habitación rodeando a los 2 Coreys. Como los dos cantan, la copia de Corey rápidamente comienza a avanzar en edad hasta envejecer, y finalmente muere y se convierte en polvo. Todo lo que queda de la copia es su anillo de Spider Man, que Corey lo recoge y se lo pone en el mismo dedo por debajo de su propio anillo de Spider Man fusionándose en uno solo (según declaró ser un fanático de Spider Man) El otro tiene el anillo con el número 8, lo que representa el número de Taylor de Slipknot. 
El video “Bother” se estrenó en el programa The Rock Show en MTV2 la noche del 10 de octubre de 2002.

## Listado de canciones
| CD, Single, Enhanced |                     |          |  |
| N.º                  | Título              | Duración |  |
| 1.                   | «Bother»            | 3:57     |  |
| 2.                   | «Rules Of Evidence» | 3:44     |  |
| 3.                   | «The Wicked»        | 4:53     |  |
| 4.                   | «Bother»            | Video    |  |

## Posicionamiento en listas
| País           | Lista (2002-03)         | Mejor posición |
| -------------- | ----------------------- | -------------- |
| Australia      | ARIA Singles Chart      | 41             |
| Bélgica        | Ultratop 50 flamenca    | 42             |
| Escocia        | Scottish Singles Chart  | 28             |
| Estados Unidos | Billboard Hot 100       | 56             |
| Estados Unidos | Modern Rock Tracks      | 4              |
| Estados Unidos | Mainstream Rock Tracks  | 2              |
| Estados Unidos | Adult Top 40            | 27             |
| Nueva Zelanda  | NZ Top 40 Singles Chart | 43             |
| Países Bajos   | Dutch Top 40            | 25             |
| Reino Unido    | UK Singles Chart        | 28             |